# Arrés de Abajo
Arrés de Abajo (oficialmente en occitano: Arres de Jos) es uno de los dos núcleos principales, junto con Arrés de Arriba, del municipio de Arrés, en el Valle de Arán. Está incluido en el Inventario del Patrimonio Arquitectónico de Cataluña.
Situado en las vertientes de la montanha d'Uishèra, en la orilla derecha del río Garona, es la sede del común, donde se encuentra la casa de la villa. En 2019 tenía 22 habitantes.
El núcleo de abajo, Arrés de Abajo, es un pequeño agrupamiento de casas en torno a una única calle, en cuyo extremo se encuentra la pequeña iglesia románica de San Fabián, hoy abandonada, que tiene empotrada en un muro una estela funeraria de época romana. A medio camino de ambos núcleos fue construida en época moderna (finales del siglo XVIII o principios del siglo XIX) una nueva iglesia parroquial, dedicada a San Juan. Formaba parte del antiguo tercio de Irissa. En su término, a principios de siglo XX, eran explotadas por una sociedad francesa de minas de blenda y plomo argentífero.